# A Time Called You
A Time Called You (koreanischer Originaltitel: 너의 시간 속으로) ist eine südkoreanische Serie, die auf der taiwanesischen Fernsehserie Someday or One Day basiert. Die Serie wurde am 8. September 2023 weltweit auf Netflix veröffentlicht.

## Handlung
Ein Jahr ist vergangen, seit ihr Freund Koo Yeon-jun bei einem tragischen Unfall ums Leben kam, und Han Jun-hee kämpft weiterhin mit ihrer Trauer und ihrem Verlust. Seitdem spürt sie eine innere Leere und wird manchmal von dem Gefühl übermannt, dass Yeon-jun noch irgendwo am Leben sein könnte. Eines Tages erhält Jun-hee ein mysteriöses Paket von einem anonymen Absender, welches einen alten tragbaren Walkman sowie eine Kassette beinhaltet. Außerdem wird ihr ein älteres Foto zugeschickt, das sie zwar nicht zuordnen kann, auf dem aber ein Junge, der Yeon-jun verblüffend ähnlich sieht, ein Mädchen, das Jun-hee wie aus dem Gesicht geschnitten ist, und ein weiterer Junge, den Jun-hee nicht kennt, wie sie zusammen vor einem Plattenladen namens „27 Record Shop“ stehen, zu sehen sind. Nachdem Jun-hee die Kassette während einer Busfahrt mit dem Walkman anhört, wird sie aus dem Jahr 2023 ins Jahr 1998 versetzt und wacht im Krankenhaus im Körper des Mädchens auf dem Foto auf.
Dieses Mädchen ist Kwon Min-ju. Sie lebt im Jahr 1998, ist eine ruhige und schüchterne Person und arbeitet im besagten Plattenladen auf dem Foto. Vor nicht allzu langer Zeit lernte sie den klugen, gutaussehenden und sportlichen Nam Si-heon und seinen besten Freund Jung In-gyu kennen, und die drei wurden rasch gute Freunde. In-gyu verliebt sich in Min-ju, und Si-heon, der das durchschaut hat, will seinem Freund helfen, ihr näherzukommen. Doch dann wird Min-ju in einen Verkehrsunfall verwickelt und anschließend ins Krankenhaus eingeliefert, und das Schicksal nimmt seinen unerwarteten Lauf.
Als Jun-hee im Krankenhaus im Körper von Min-ju aufwacht, sieht sie Si-heon vor sich, und es stellt sich heraus, dass er der Junge auf dem Foto ist, der Yeon-jun bis aufs Haar gleicht, und dass der unbekannte Junge In-gyu ist. Jun-hee, ergriffen von dem Moment, hält in der Aufregung Si-heon für Yeon-jun und reagiert sehr emotional auf ihn, was Si-heon irritiert zurücklässt. Aber auch Jun-hee ist zunächst beirrt von der Situation, weiß nicht, was Wahrheit und was Traum ist, erkennt aber nach und nach ihre Lage. Auf die Menschen in ihrer unmittelbaren Umgebung wirkt Min-ju nach ihrem Krankenhausaufenthalt plötzlich wie ausgewechselt, da sie aufgeschlossener und kontaktfreudiger handelt. Ebenso beginnt sich die Dynamik zwischen Min-ju, Si-heon und In-gyu zu wandeln. Si-heon entwickelt Gefühle für Min-ju, der sich von dieser neuen Seite von Min-ju angezogen fühlt, während In-gyu immer weiter ins Hintertreffen zu geraten droht, und die Beziehung zwischen den dreien zunehmend kompliziert wird.
Während Jun-hee versucht, die Hintergründe und Zusammenhänge ihrer Zeitreisen und der Ereignisse zu enträtseln und die aus den Fugen geratenen Dinge wieder in Ordnung zu bringen, erfährt sie im Jahr 2023, dass der Unfall, in den Min-ju verwickelt war, in Wirklichkeit kein Unfall war und dass das Leben von Min-ju immer noch bedroht ist und ihr die Zeit davonläuft, weil Min-ju in Kürze einem Mord zum Opfer fallen wird. Zurück im Jahr 1998 bemühen sich Jun-hee in der Gestalt von Min-ju, Si-heon und In-gyu, die Wahrheit hinter dem Mordkomplott herauszufinden, Min-ju vor ihrem drohenden Unheil zu bewahren und Einfluss auf das Geschehen zu nehmen. Eine Reise durchzogen von Geheimnissen, Gefahren, Wahrheiten und Romantik nimmt ihren Lauf, die sich über mehrere Zeitpunkte zwischen 1998 und 2023 sowie verschiedene mögliche Abläufe der Geschehnisse erstreckt. 

## Besetzung und Synchronisation
Die deutschsprachige Synchronisation entstand nach den Dialogbüchern von Claudia Kahnmeyer sowie unter der Dialogregie von Fabian Kluckert durch die Synchronfirma Iyuno Germany in Berlin.

### Hauptdarsteller
| Rolle                                    | Schauspieler  | Synchronsprecher |
| ---------------------------------------- | ------------- | ---------------- |
| Han Jun-hee (2023) / Kwon Min-ju (1998)  | Jeon Yeo-been | Rieke Werner     |
| Han Jun-hee (1998)                       | Jung Seo-yeon | Zoé Zech         |
| Koo Yeon-jun (2023) / Nam Si-heon (1998) | Ahn Hyo-seop  | Julius Jellinek  |
| Nam Si-heon (als Kind)                   | Kim Ji-woo    | Faris Herrmann   |
| Jung In-gyu                              | Kang Hoon     | Patrick Keller   |
| Jung In-gyu (als Kind)                   | Im Tae-poong  | Kastor Menz      |

### Nebendarsteller
| Rolle                                     | Schauspieler    | Synchronsprecher                                          |
| ----------------------------------------- | --------------- | --------------------------------------------------------- |
| Oh Chan-yeong (2023) / Oh Chan-hui (1998) | Min Jin-woong   | Ricardo Richter                                           |
| Oh Chan-yeong (1998)                      | Kim Seo-jun     | Lennard Sommer                                            |
| Seo Na-eun                                | Seo Ye-hwa      | Daniela Molina                                            |
| Bae Chi-won                               | Park Hyuk-kwon  | Nicolas Böll                                              |
| Bae Mi-yeong                              | Jang Hye-jin    | Antje von der Ahe                                         |
| Kwon Do-hun                               | Lee Min-goo     | Tom Ferenc                                                |
| Byeon Da-hyeon                            | Song Ji-woo     | Mascha Raykhman (1. Stimme) Muriel Bielenberg (2. Stimme) |
| Park Min-sang                             | Kim Tae-jung    | Benjamin Kiesewetter                                      |
| Sung Hye-mi                               | Yun Sang-jeong  | Virginia Leithäuser                                       |
| Lee Su-jin                                | Han Ji-won      | Aliana Schmitz                                            |
| Ji Yong-seon                              | Jang Yoon-jeong | Sabrina Schwarz                                           |
| Park Ji-hui                               | Kim Yi-kyung    | Johanna Thoring                                           |
| Gye-soon                                  | Lee Joo-sil     | Sabine Walkenbach                                         |
| Se-kwon                                   | Baek Sung-chul  | Frank Schaff                                              |
| Koo In-yeong                              | Lee Na-ra       | Marieke Oeffinger                                         |
| Su-gyeong                                 | Lee Ji-ha       | Julia Blankenburg                                         |
| Sang-ho                                   | Jang Se-hyun    | Dirk Petrick                                              |
| Mi-seon                                   | Kang Myung-joo  | Tina Haseney                                              |

### Gastdarsteller
| Rolle         | Schauspieler  | Synchronsprecher       |
| ------------- | ------------- | ---------------------- |
| Seul-gi       | Lee Rang-seo  | Katharina Schwarzmaier |
| Chemielehrer  | Kim Gun-ho    | Nils Nelleßen          |
| Kwon Sang-jo  | Sung Ki-yoon  | Tobias Nath            |
| Choi Myung-il | Park Ki-woong | Oscar Räuker           |
| Seo Hyeon-uk  | Do Ye-joon    | Julian Tennstedt       |
| Tae-ha        | Rowoon        | René Dawn-Claude       |
| Park Do-hyeon | Do Sang-woo   | David Brizzi           |
| Han Ji-hun    |               | Sam Bauer              |

## Episodenliste
| Nr.                                                                           | Deutscher Titel | Originaltitel |
| ----------------------------------------------------------------------------- | --------------- | ------------- |
| 1                                                                             | Folge 1         | Episode 1     |
| 2                                                                             | Folge 2         | Episode 2     |
| 3                                                                             | Folge 3         | Episode 3     |
| 4                                                                             | Folge 4         | Episode 4     |
| 5                                                                             | Folge 5         | Episode 5     |
| 6                                                                             | Folge 6         | Episode 6     |
| 7                                                                             | Folge 7         | Episode 7     |
| 8                                                                             | Folge 8         | Episode 8     |
| 9                                                                             | Folge 9         | Episode 9     |
| 10                                                                            | Folge 10        | Episode 10    |
| 11                                                                            | Folge 11        | Episode 11    |
| 12                                                                            | Folge 12        | Episode 12    |
| Am 8. September 2023 wurden alle Folgen der Serie bei Netflix veröffentlicht. |                 |               |